# Hajji Firuz Tepe
Hajji Firuz Tepe se trata de una asentamiento del Neolítico ubicado en los Montes Zagros (Irán). Es a la vista de muchos historiadores uno de los primeros lugares donde consta se elaboró vino procedente de la uva (vitis vinífera) por primera vez en la historia de la humanidad. Se sabe por la determinación de ácido tartárico en analíticas realizadas en las trazas encontradas en recipientes de barro.

## Asentamiento
Desde la década de 1960 se llevan realizando diversas excavaciones arqueológicas y descubriendo asentamientos diversos procedentes de la época del Neolítico. Estas excavaciones han dado lugar a numerosos utensilios de la época que han sido estudiados y analizados posteriormente. Las excavaciones comenzaron en Irán a finales del siglo XIX. El asentamiento se encuentra al noroeste del valle de Solduz a dos escasos quilómetros de la población de Hajji Firuz.